# アリス・リデル
アリス・プレザンス・リデル（Alice Pleasance Liddell、1852年5月4日 - 1934年11月16日）は、少女時代にルイス・キャロルの児童小説『不思議の国のアリス』（1865年）および『鏡の国のアリス』（1871年）の成立に関わったイギリスの女性で、一般に両作品の主人公アリスのモデルとされている人物である。結婚後の名はアリス・ハーグリーヴズ (Alice Hargreaves)。

## 生い立ち

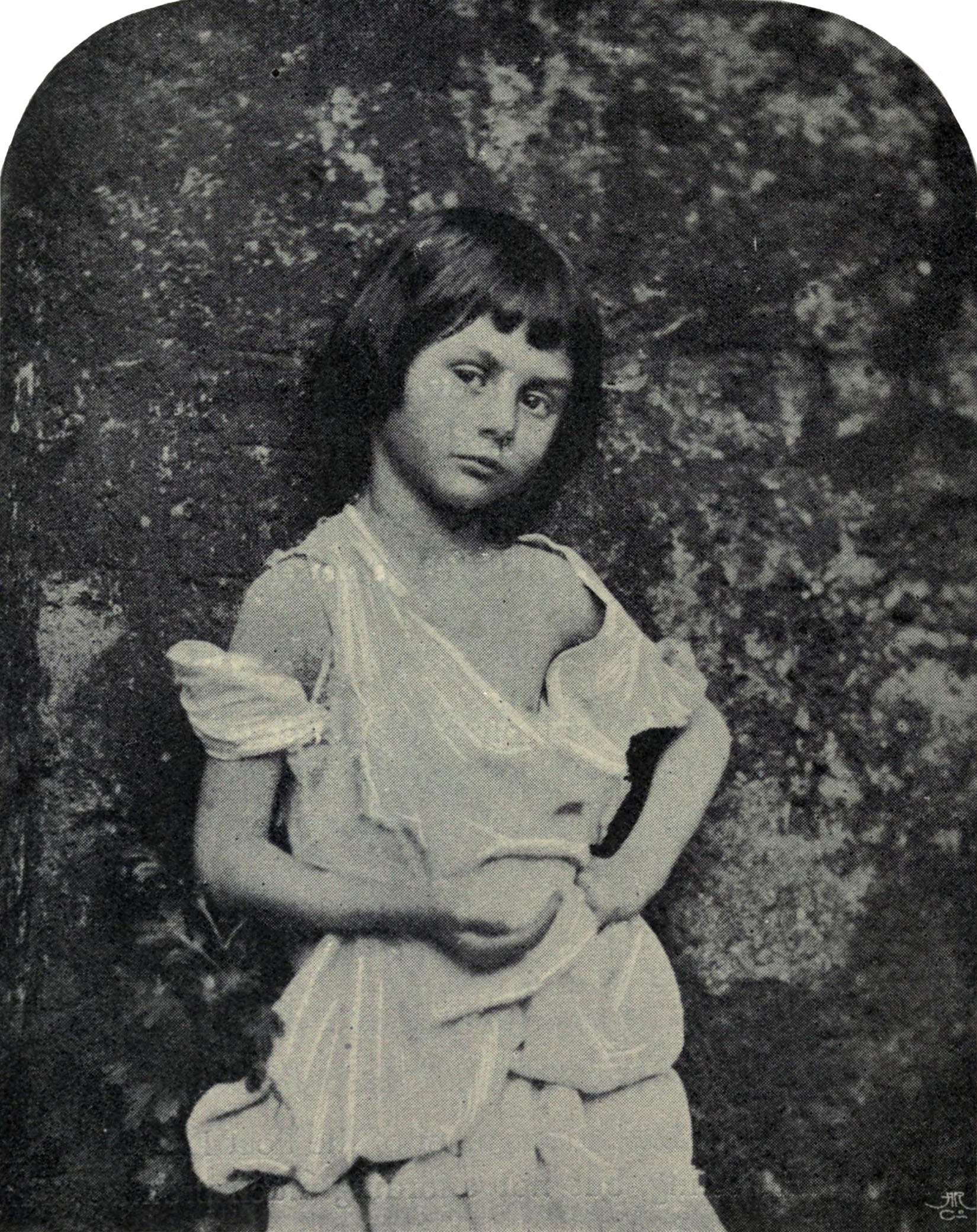
乞食に扮したアリス。キャロルの撮影（1858年）

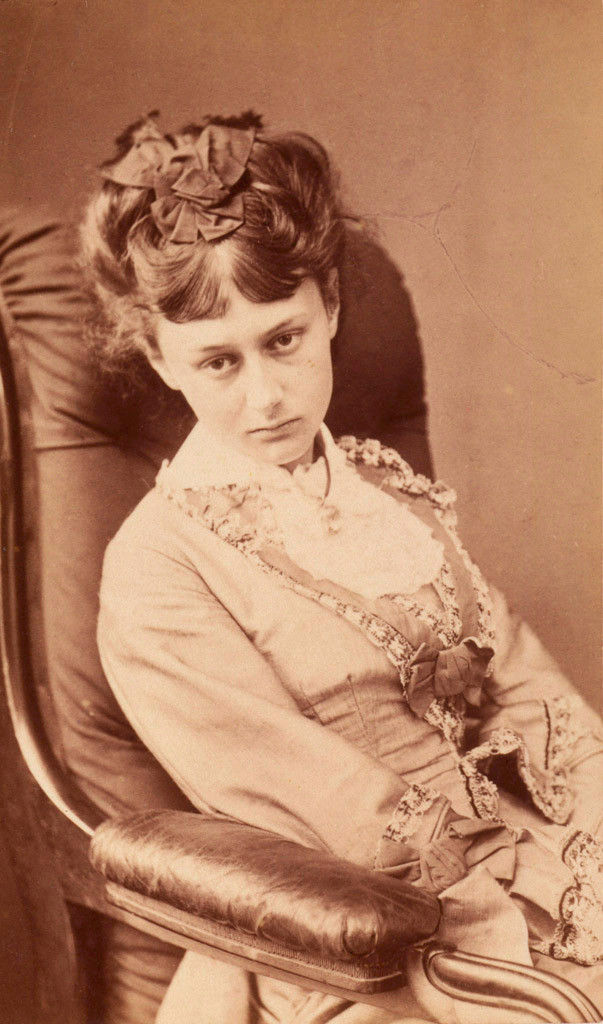
17歳のアリス・リデル（1870年）

イングランド北部のタイン・アンド・ウィアにあるレイヴンスワース城を本拠としたレイヴンスワース男爵トーマス・ヘンリー・リデル（トーマス・リデル卿。1755 - 1855. Thomas Liddell, 1st Baron Ravensworth。）を先祖に持つリデル家の人である。
のちにオックスフォード大学クライストチャーチの学寮長となるヘンリー・ジョージ・リデル (Henry George Liddell, 1811 - 1898) とその妻ロリーナ（Lorina Hanna Liddell, 旧姓Reeve, ? - 1910）の間の次女（第4子）としてロンドン、ウェストミンスターに生まれる。
古典文献学者・父ヘンリーは、著名な希英辞典『リデル=スコットの古典ギリシャ語辞典』（正式名称: A Greek-English Lexicon）の共著者であり、当時はウェストミンスター・スクールの校長を務めていた。
またヴィクトリア女王の夫アルバートの宗教相談役なども務めている。リデル家の子女としては『不思議の国のアリス』の成立に関わった長女ロリーナ (Lorina Charlotte Liddell, 1849 - 1930)、次女アリス、三女イーディス (Edith Mary Liddell, 1854 - 1876) の三姉妹がよく知られているが、アリスにはこのほかに二人の兄と二人の妹、生後すぐに亡くなった一人を含む三人の弟がおり、あわせて9人の兄弟姉妹がいた。

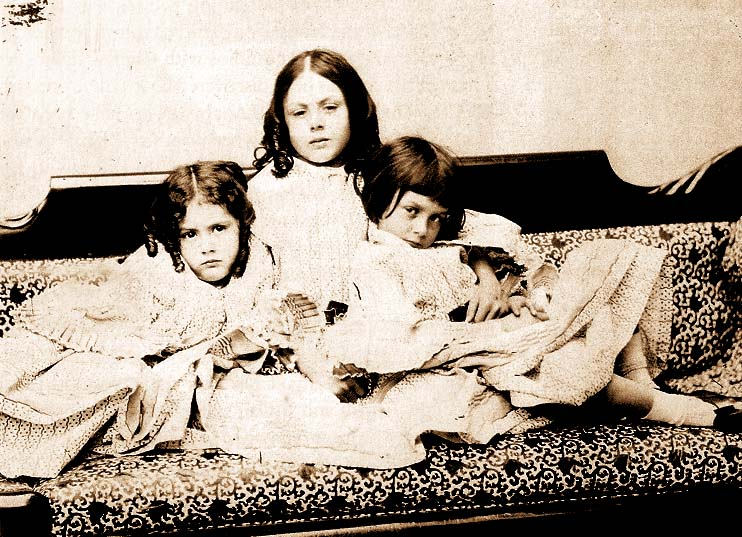
リデル姉妹（左からイーディス、ロリーナ、アリス）

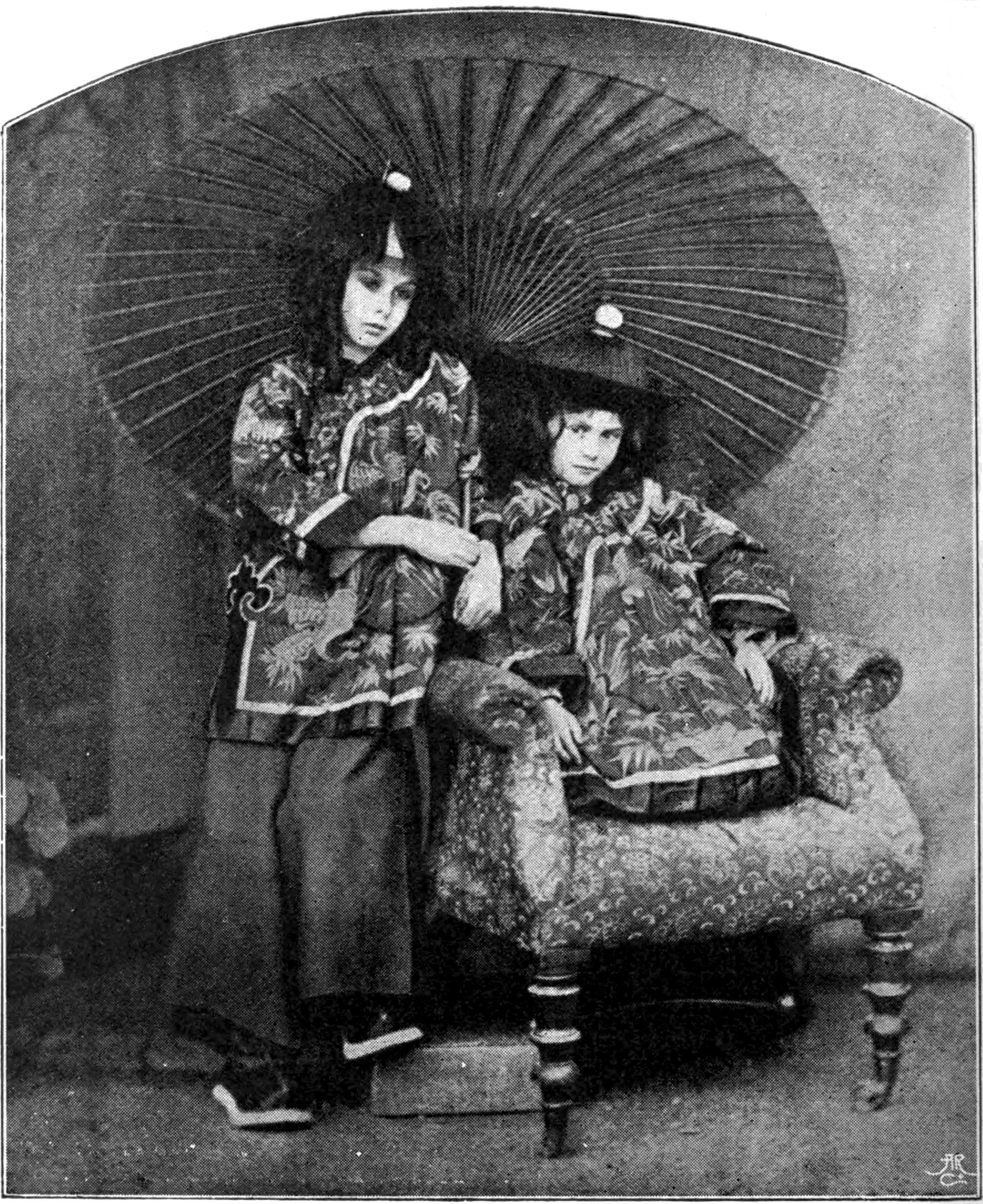
ルイス・キャロル撮影、中国の民族衣装を着たロリーナとアリス姉妹

1855年、父ヘンリーがオックスフォード大学の学寮クライスト・チャーチの学寮長に任命され、翌年アリスが3歳のときに一家はこの学寮に移り住んだ。リデル家の子女たちは少し成長すると両親に混じって食後の音楽会や室内ゲームに参加することが許され、アリスは若い頃からオックスフォードの様々な学者や芸術家と交流する機会を持った。アリスは音楽についてはジョン・ステイナーとチャールズ・ヒューバート・パリー、絵画についてはジョン・ラスキンの指導を受けており、文才は乏しかったが音楽、絵画、木彫りには才能を示した。

## 『不思議の国のアリス』
一家がクライストチャーチに移った1855年の4月25日、アリスはこの学寮に籍を置くルイス・キャロルこと数学者チャールズ・ラトウィッジ・ドッドソンと知り合った。キャロルはこのとき写真道具一式を携えて大聖堂を撮影しようとしていたところで、好奇心の強い姉妹が彼の傍に寄っていったのである。キャロルはリデル家の長男ハリーと長女ロリーナとはすでに面識があったが、間もなく4歳になるアリスとはこのとき初めて出会っている。この日からキャロルと親しくなった姉妹は、それから乳母に付き添われてしばしばキャロルの部屋を訪れ、キャロルにお話を作って聞かせてもらったり、様々な衣装を着て写真を撮ってもらったりして遊ぶようになり、後には連れ立ってボートを使ったピクニックなどもするようになった。
『不思議の国のアリス』の物語は1862年、アイシス川（テムズ川）をゴッドストウへさかのぼるピクニックの際に、特にお気に入りの子供であった当時10歳のアリスのために、キャロルが即興で作って聞かせた話が元になっている。この物語が気に入ったアリスが書き留めておいてくれるようキャロルにせがんだため、キャロルは内容を膨らませながら『地下の国のアリス』というタイトルの手書きの本を作って1864年にアリスにプレゼントした。知人の勧めでこの物語をさらに加筆修正し、1865年に出版されたものが『不思議の国のアリス』である。この物語の冒頭の献呈詩には、ボートの上で即興の話をアリスたちに聞かせたときの光景が「黄金の午後」と呼ばれて詠まれている。また続編『鏡の国のアリス』（1871年）の物語にも、キャロルがアリスと経験したさまざまな出来事が反映されており、巻末の跋詩にはアリスの名前が踏冠詩の形で詠み込まれている。

## 結婚と後半生

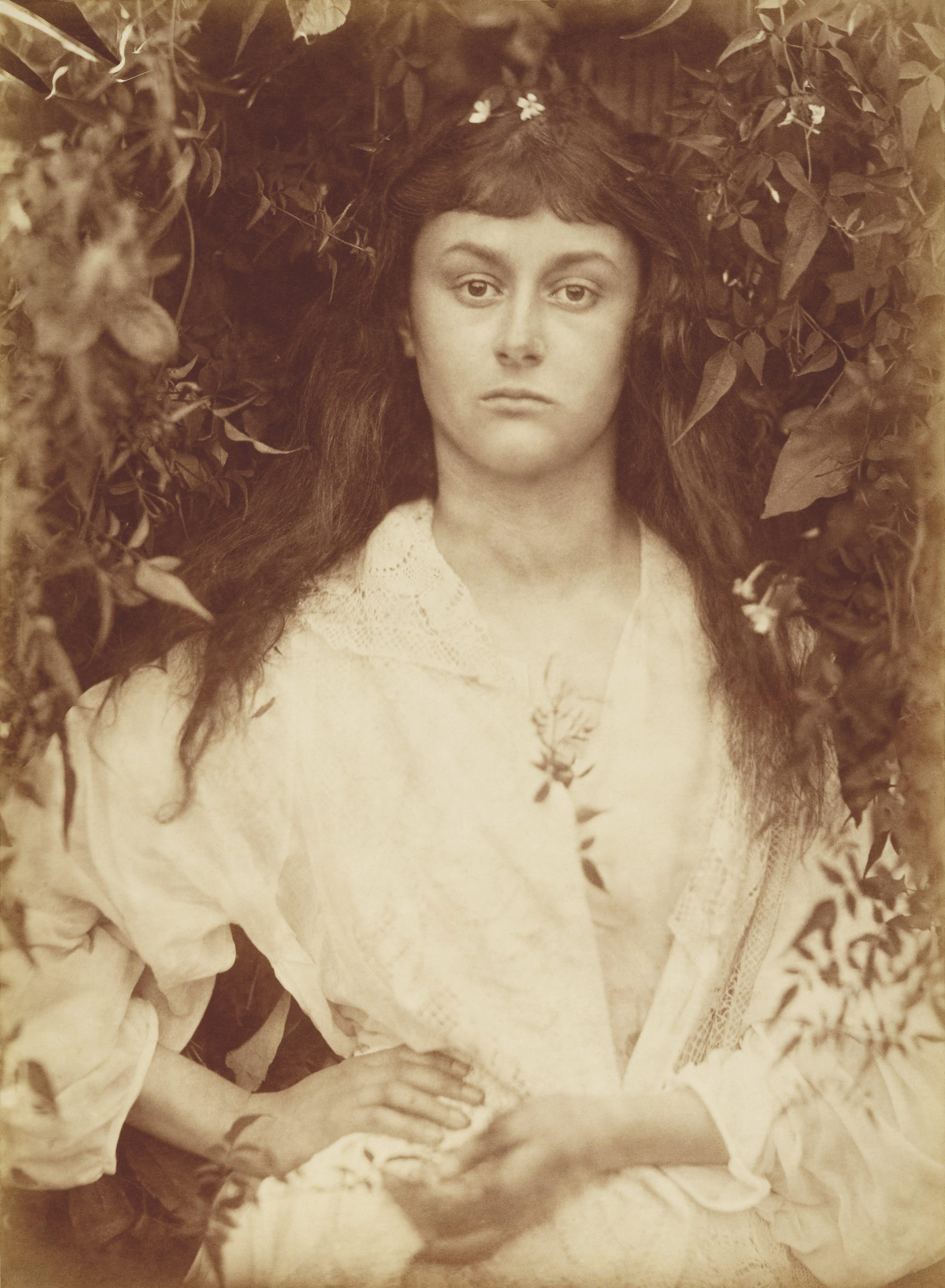
20歳のアリス・リデル（1872年、ジュリア・マーガレット・カメロン撮影）

1872年、クライストチャーチにレオポルド・ジョージ・アルバート王子が入学し、学寮でのパーティや音楽会を通じてアリスと知り合い恋愛関係となった。リデル家は身分違いのこの恋愛を隠し続け、この交際は王子の卒業後まもなく終了したが、その後も王子との交流は保ち続けている。王子への思いを諦めたアリスは、その4年後の1880年、28歳のときに地主の息子レジナルド・ジャーヴィス・ハーグリーヴズ (en) と結婚した。レジナルドは父の職であった治安判事を受け継ぎ、また、クリケットの選手としても活動している。
結婚後はハンプシャーにあるハーグリーヴズの屋敷カフネルズに住み、アリスが一家の社交の中心となった。アリスはレジナルドとの間に三人の息子アラン、レックス（レオポルド）、キャリルをもうけている。次男レオポルドは王子の名をもらったもので、王子に代父になってもらっている。一方レオポルド王子ものちに生まれた自分の娘にアリスと名付けた。なお三男キャリル (Caryl) はキャロルを思わせる名前であるが、アリス自身はこれをある小説の中の人物からとったと言い続けていたという。この小説が何かはわかっていない。三人の息子のうち、上の二人はいずれも第一次世界大戦で戦死している。

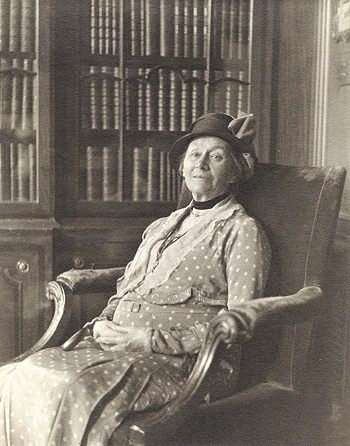
晩年のアリス・ハーグリーヴズ（1932年）

1926年、夫レジナルドが死去し、カフネルズの屋敷をキャリルが相続した。晩年、アリスの根強い階級意識はしばしば周囲との付き合いの妨げになり、1929年にキャリルが戦争未亡人と結婚した際には式に出席しなかった。この頃より妹ローダの家の近くにブリーチズという家を借り、冬はそこで過ごすようになった。
1932年、ルイス・キャロルの生誕100年を記念して、アリスにコロンビア大学から名誉文学博士号が贈られた。贈呈式はアリスの高齢を考慮し、キャロルの誕生日の1月ではなく5月に行われており、80歳になっていたアリスはキャリル、ローダに伴われて米国を訪れた。その2年後の1934年11月、アリスはキャリルとローダに見守られながらブリーチズの自宅で息を引き取った。

## アリス・リデルを扱った作品
- 『リバーワールド』シリーズ（Riverworld, 1971年 - 1983年） - 死後の世界を扱ったフィリップ・ホセ・ファーマーのSF小説で、アリス・リデルは当初は髪を失った姿で登場。作中の人物は「髪があるなら金髪」と想像する。
- 『ドリーム・チャイルド』（Dreamchild, 1985年） - ギャビン・ミラー監督によるイギリス映画。80歳のアリス・ハーグリーヴズが『不思議の国のアリス』成立時の情景を回想する内容で、アリスとドッドソンとの関わりが『不思議の国のアリス』のシーンを交えて描かれている。